# 临桂绣球
临桂绣球（学名：Hydrangea linkweiensis）为绣球花科绣球属下的一个种。

## 扩展阅读
- 維基物種上的相關：临桂绣球